# Didier François
Didier François (Bruxelles, 2 aprile 1969) è un musicista, compositore e scultore belga.

## Didattica
Didier François insegna Nyckelharpa presso la Scuola di Musica Popolare di Forlimpopoli (Italia) e l'Accademia di BURG Fürsteneck (Germania) in qualità di membro della European Nyckelharpa Training. Tiene corsi, seminari e workshop sulle tecniche di rilassamento in base alla scuola violinistica belga (ArthurGrumiaux): movimenti rilassati e fluidi per la bellezza del suono, la libertà di espressione e per evitare le tendiniti. Didier François è anche membro del progetto CADENCE finanziato e sostenuto dalla Commissione europea.

## Discografia
- Baroque Update, 2015, homerecords.be
- "Nyckelharpa solo” home records.be
- "Sjansons Patinées” home records.be
- “Doppio CD: Didier François, Gilles Chabenat - Gabriel Yacoub“ home records.be
- “Falling Tree“ long distance records
- “locuras de vanelo“ Artrisjok records
- “44 duetti Béla Bartòk“ wild boar records
- “Alicantes“ Map records
- “Duo Philip Masure Didier François” map records

## Tecnica Personale
Didier François è conosciuto per l'uso della sua tecnica personale sullo strumento e per la sua postura unica. Tenendo la Nyckelharpa davanti al petto si è in grado di muovere entrambe le braccia in modo più naturale e rilassato. L'utilizzo di una spalliera da violino permette di tenere lo strumento distante dal corpo, libero di oscillare e vibrare, consentendo l'emissione di un suono più aperto.

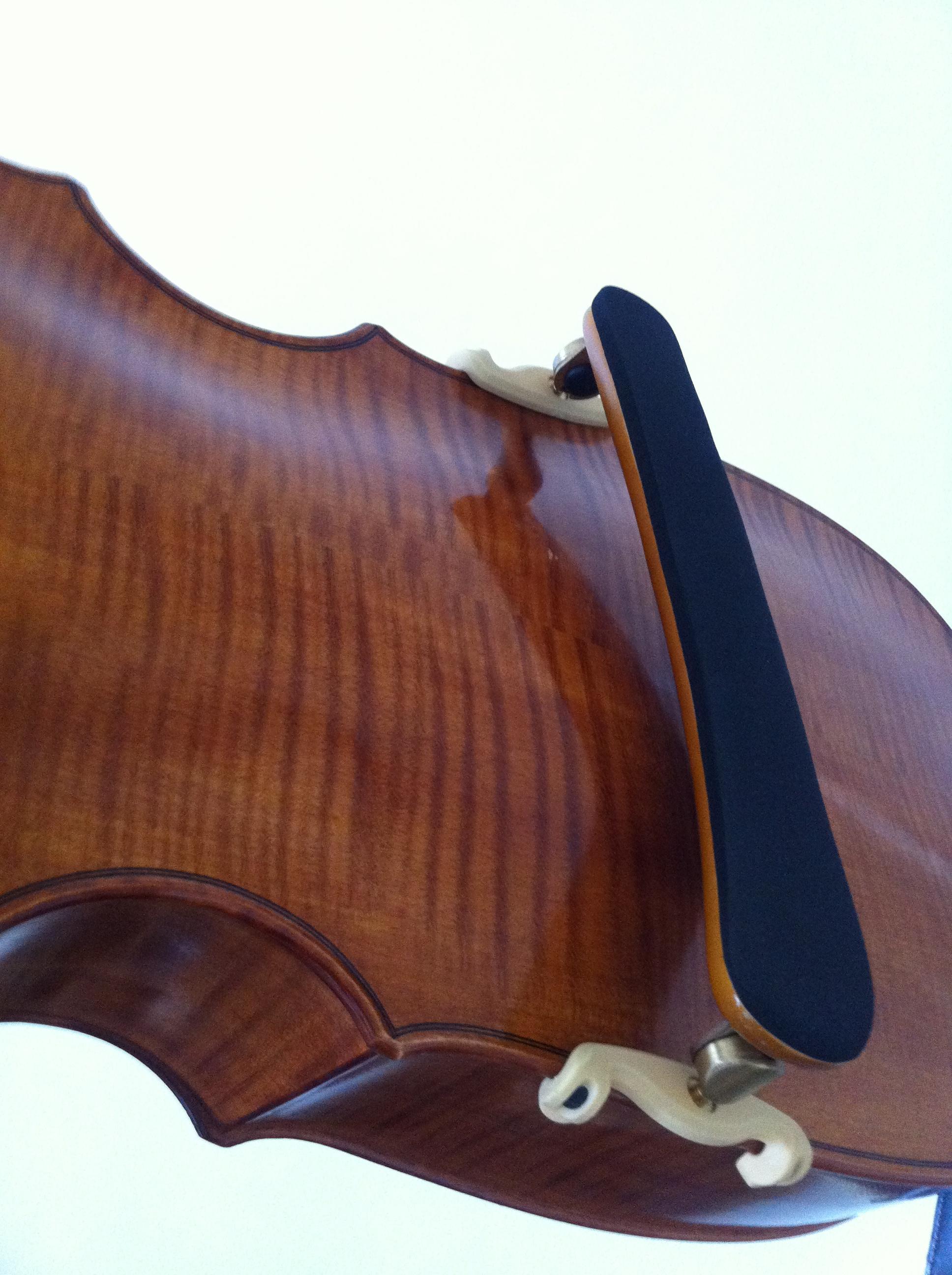
la spalliera da violino

## Nyckelharpa
Per molti anni Didier François ha collaborato con il liutaio e costruttore di Nyckelharpa Joos Janssens per contribuire allo sviluppo e all'evoluzione dello strumento. In seguito ha collaborato con Jean-Claude Condi (Mirecourt), liutaio costruttore di Nyckelharpa e Archi, contribuendo alla realizzazione di uno strumento da studio per bambini. Didier François suona regolarmente con strumenti costruiti da i due liutai.